# Tetratoma canadensis
Tetratoma canadensis är en skalbaggsart som beskrevs av Nikitsky 2004. Tetratoma canadensis ingår i släktet Tetratoma och familjen skinnsvampbaggar. Inga underarter finns listade i Catalogue of Life.